# I Got Dem Ol' Kozmic Blues Again Mama!
I Got Dem Ol' Kozmic Blues Again Mama! és l’àlbum debut en solitari de la cantant nord-americana Janis Joplin, publicat al 1969.
Aquest va ser el primer disc que Joplin va gravar després de deixar la seva antiga banda, Big Brother and the Holding Company, i l’únic en solitari que va publicar en vida.
L’àlbum va ser publicat l’onze de setembre de 1969 i va assolir l'estatus de disc d’or (500.000 còpies venudes) abans dels tres mesos posteriors al seu llançament. Va arribar a la posició 5 a la llista Billboard 200, mantenint-se en ella un total de 28 setmanes.

## Enregistrament
L'enregistrament es va dur a terme durant l'estiu del 1969, i en ell Joplin va comptar amb l’ajuda de Sam Andrew, company i guitarrista a Big Brother, i de la seva nova banda d’acompanyament, Kozmic Blues Band, majoritàriament formada per músics d’estudi. Aquesta també incloïa una secció de vent, quelcom inèdit en la seva carrera.
Amb aquests canvis i seguint les seves influències de R&B, el disc va tenir un enfocament mes orientat cap al blues i el soul, que no pas cap al rock psicodèlic dels seus anteriors treballs.
Quatre de les vuit cançons que componen l’àlbum són versions que van escollir Joplin i el productor Gabriel Mekler, entre elles «Try (Just A Little Bit Harder)» i «To Love Somebody», dels Bee Gees. Altres dues van ser escrites per Nick Gravenites, reconegut compositor i cantant de blues, expressament per a l’àlbum, com «Work Me, Lord». Les dues restants son composicions de Joplin en solitari, «One Good Man», i juntament amb Mekler, «Kozmic Blues».

## Llista de cançons
| Núm. | Títol                                  | Compost per                  | Durada |
| ---- | -------------------------------------- | ---------------------------- | ------ |
| 1.   | «Try (Just A Little Bit Harder)»       | Jerry Ragovoy, Chip Taylor   | 3:55   |
| 2.   | «Maybe»                                | Richard Barrett              | 3:39   |
| 3.   | «One Good Man»                         | Janis Joplin                 | 4:10   |
| 4.   | «As Good As You've Been To This World» | Nick Gravenites              | 5:25   |
| 5.   | «To Love Somebody»                     | Barry Gibb, Robin Gibb       | 5:13   |
| 6.   | «Kozmic Blues»                         | J. Joplin, Gabriel Mekler    | 4:22   |
| 7.   | «Little Girl Blue»                     | Lorenz Hart, Richard Rodgers | 3:49   |
| 8.   | «Work Me, Lord»                        | N. Gravenites                | 6:36   |

## Personal
- Janis Joplin – veu
- Kozmic Blues Band
  - Sam Andrew – guitarra, veu de fons
  - Gabriel Mekler – teclats
  - Richard Kermode – teclats
  - Brad Campbell – baix
  - Maury Baker – bateria
  - Lonie Castille – bateria
  - Cornelius “Snooky” Flowers – saxòfon baríton, veu de fons
  - Terry Clements – saxòfon tenor
  - Luis Gasca – trompeta

### Producció
- Producció – Gabriel Mekler
- Enginyeria – Sy Mitchell, Jerry Hochman, Alex Kazanegras
- Fotografia (portada) – Bruce Steinberg
- Lletres de la portada – Robert Crumb
- Fotografia (contraportada) – Michael Friedman, Richard DiLello, Fred Lombardi

## Llistes
| Llista (1969) | Posició |
| ------------- | ------- |
| Billboard 200 | 5       |

| País                                              | Certificació | Unitats venudes |
| ------------------------------------------------- | ------------ | --------------- |
| Estats Units (RIAA)                               | Platí        | 1.000.000^      |
| ^ Indica vendes basades només en la certificació. |              |                 |